# Nina Poppel
Nina Poppel (* 1995 in Sigmaringen) ist eine deutsche Politikwissenschaftlerin, freie Journalistin, Moderatorin und Social‑Media‑Creatorin.

## Leben und Karriere
Nina Poppel studierte Politikwissenschaft und war u. a. beim ZDF und SWR tätig, bevor sie begann, als freie Journalistin und Moderatorin zu arbeiten. Seit den frühen 2020er-Jahren veröffentlicht Poppel regelmäßig auf TikTok und Instagram, wo sie sich mit Themen wie Demokratie, Menschenrechte, Fake News, politische Teilhabe, Außen- und Sicherheitspolitik sowie Feminismus auseinandersetzt. In einem Beitrag von Spiegel TV hob sie hervor, dass Authentizität entscheidend sei – „nahbar sein heiße nicht, auf Inhalte zu verzichten“. In einem Interview mit Focus warnte sie: „AfD hat TikTok quasi gekapert“, da andere Parteien zu „glatt“ wirkten. Am 3. Februar 2025 erschien ihr erstes Sachbuch Endlich Politik verstehen: Wie du nie wieder keine Ahnung hast bei Droemer Knaur. Sie verfügt über ca. 432 000 Follower auf Instagram und ca. 130 000 auf TikTok.

## Rezeption
Medien und Lesende loben ihren jugendgerechten Stil, kombiniert mit fundierten Inhalten. Sie wird als ergänzende Ergänzung zur schulischen Bildung bezeichnet und als „Crashkursgeberin“ beschrieben.

## Publikation
- Endlich Politik verstehen: Wie du nie wieder keine Ahnung hast. Droemer Knaur, München 2025, ISBN 978‑3‑426‑56224‑6